# Карымск (Иркутская область)
Кары́мск — село в Куйтунском районе Иркутской области России. Административный центр Карымского муниципального образования.

## Этимология
Во времена покорения Сибири карымами называли крещёных бурят, а такие селения соответственно карымскими.

## География
Расположено в 50 км к юго-востоку от районного центра, пгт Куйтун, на реке Кимильтей. Ближайшая железнодорожная станция Кимильтей находится в 3,6 км к северу от села, на восточной окраине — остановочный пункт 4911 км.

## Население
| 2002 | 2010  | 2011  | 2012  |
| ---- | ----- | ----- | ----- |
| 2187 | ↘1809 | ↘1801 | ↘1760 |

По данным Всероссийской переписи, в 2010 году в селе проживало 1809 человек (850 мужчин и 959 женщин).